# Апероль
Аперо́ль (итал. Aperol) — итальянский горький аперитив из горечавки, ревеня, цинхоны и других ингредиентов. Он имеет яркий оранжевый оттенок. Его название происходит от французского жаргонного слова apero, означающего «аперитив». Крепость напитка составляет 11 %. Является ингредиентом популярного коктейля «Апероль Спритц».
На выставке San Francisco World Spirits Competition 2012 апероль был назван «лучшим аперитивом» и получил золотую медаль.

## Способ подачи
О способе употребления этого напитка говорит само его название: апероль — производное от «аперитив». Как любой аперитив, апероль, предшествуя принятию пищи, пробуждает аппетит, что позволяет острее ощущать вкусовые и гастрономические свойства блюд. Апероль является основой для коктейлей, в том числе для популярного в Италии и за её пределами коктейля спритц. Коктейль состоит из комбинаций белых вин (типа Просекко), апероля и минеральной воды, подаваемых в бокале с большим количеством льда, украшенном долькой апельсинa или грейпфрута.

## История

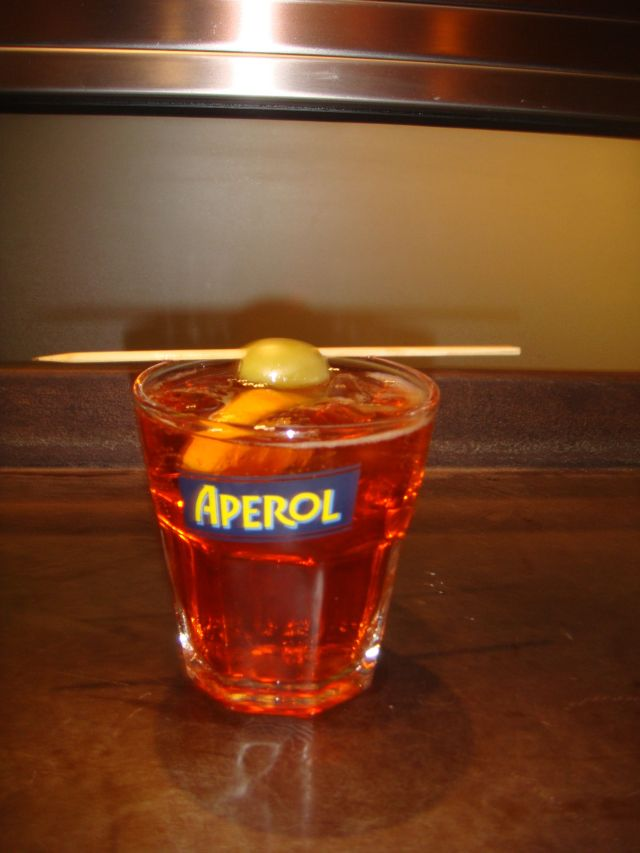
Коктейль спритц с аперолем. На стакан нанесён логотип «апероль»

Впервые лёгкий аперитив с низким содержанием алкоголя под маркой Aperol был выпущен в 1919 году семейной компанией «Барбиери», расположенной в городе Падуя. Но широкую[насколько?] известность напиток приобрёл после Второй мировой войны.
После того, как апероль стали добавлять в традиционный венецианский коктейль спритц, напиток очень быстро набирал популярность. В 2004 году Aperol присоединился к Campari Group, и стал брендом № 1 в Италии с объёмом продаж около 20 млн литров в год.
Ранее[когда?] в Германии продавался напиток крепостью 15 %. Это было связано с тем, что согласно немецким нормам[каким?], алкогольные напитки крепостью ниже 15 % должны разливаться в многоразовую тару. Однако с 2021 года напиток снова продается с содержанием алкоголя 11 %.
В апреле 2010 года Апероль стал официальным спонсором Moto GP, Гран-при мотогонок. Также Aperol объявила о партнерстве с Manchester United, чтобы стать официальным партнером клуба Global Spirits с января 2014 года до конца сезона 2016/2017.

## Производство
В состав Aperol входит около 30 натуральных компонентов. Для его изготовления используют апельсины, ревень, горечавку, плоды хинного дерева и травы, растущие в Пьемонте, на севере Италии.